# The Saga Continues...
《The Saga Continues...》는 힙합 듀오 듀스 출신 이현도의 두 번째 정규 음반이다.